# Пркев, Ванчо
Ванчо Христов Пркев (серб. Ванчо Христа Пркев, болг. Ванчо Христов Пъркев; 1921, Серменин — 21 мая 1943, Градец) — македонский студент, партизан времён Народно-освободительной войны Югославии, Народный герой Югославии.

## Биография
Родился в 1921 году в деревне Серменин близ Джевджелии в очень бедной семье, детство провёл в Штипе, где окончил школу. В 10 лет Ванчо узнал, что был усыновлён, а его биологические родители проживали в Серменине. Он отправился туда в надежде их увидеть, однако отец умер ещё до приезда Ванчо; мать была тогда ещё жива, но очень тяжело болела.
В Штипе Ванчо вступил в революционное движение, изучая марксистскую литературу. В 1939 году поступил на технический факультет Белградского университета. В 1940 году был принят в Коммунистическую партию Югославии. Активно участвовал в акциях протеста, неоднократно задерживался полицией. После оккупации Югославии странами Оси Ванчо работал в Штипе, привлекая в Народно-освободительное движение всё большее и большее число людей. После того, как полиция раскрыла Пркева, тот бежал из Штипа на занятую итальянцами территорию, где был принят в число партизан под именем Сермен. Там он добился успехов в партизанском движении.
В 1942 году Ванчо был политруком Битолско-Преспанского партизанского отряда. В начале 1943 года по директиве КПЮ он отправился в Штип на тайное задание по формированию партизанского отряда. 19 мая 1943 Пркев повёл группу молодых людей к Плачковице. Они решили заночевать в хижине у горы, и именно здесь их обнаружили болгарское полицейские. Только Сермен-Ванчо был вооружён пистолетом из группы партизан. Когда у него остался последний патрон, Ванчо пустился в рукопашную и тут же был застрелен.
Указом Президиума Народной Скупщины ФНРЮ от 2 августа 1949 Ванчо Пркеву было посмертно присвоено звание Народного героя.